# Mathematische Nachrichten
Mathematische Nachrichten ist eine Fachzeitschrift für reine und angewandte Mathematik. Sie erscheint im Wiley-VCH Verlag.
Die Mathematische Nachrichten wurden 1948 als Publikation des Forschungsinstitutes für Mathematik der Deutschen Akademie der Wissenschaften zu Berlin und der mathematischen Institute der Humboldt-Universität zu Berlin von Erhard Schmidt gemeinsam mit Georg Hamel, Helmut Hasse, Hermann Ludwig Schmid und Kurt Schröder gegründet und erschien zuerst beim Akademie-Verlag. Derzeit sind B. Andrews (Canberra), R. Denk (Konstanz), K. Hulek (Hannover) und F. Klopp (Paris) die Herausgeber der Math. Nachr.
Der fachliche Schwerpunkt liegt auf allen Teilgebieten der Analysis, Algebra, Zahlentheorie, Geometrie und Topologie, Fluidmechanik und theoretischen Aspekten der Stochastik.
Der Impact Factor des Journals lag 2020 bei 1,010. In der Statistik des ISI Web of Knowledge belegte die Zeitschrift Rang 145 von 295 betrachteten Journals in der Kategorie Mathematik.